# Maria Sabater i Gerli
Maria Sabater i Gerli (Milà, 1871 - Palma, 9 de juliol de 1942) fou una compositora mallorquina.
Filla de Jaume Sabater i Oliver, cantant d'òpera, i Maria Gerli i Barens, dama de la noblesa italiana, va néixer a Milà el 1871. Arran de la mort de la seva mare just un any després d'haver nascut ella, es traslladaren a Mallorca per viure a ca l'àvia paterna. Maria Sabater va rebre una educació molt acurada, fins i tot bastant superior per les nines de la seva època. Estudià al col·legi de Rosa Cursach del qual va sortir a l'edat de 24 anys per casar-se amb el pintor Francesc Rosselló i Miralles. D'aquest matrimoni nasqueren set fills.
Durant tota la seva adolescència va estudiar música. A l'edat de 15 anys va compondre Pàtria, cançó que anys més tard va ser molt popular i va ser interpretada a nombrosos festivals. Entre altres coses, musicà poemes de Miquel Costa i Llobera i de Josep Lluís Pons i Gallarza. Durant la seva vida de casada va viure a Can Rosselló, lloc que es convertí en punt de reunió de molts intel·lectuals. Esdevingué una gran concertista de piano, però, a pesar de la seva genialitat musical, la producció musical és molt escassa.
El 1942, va morir a Palma a l'edat de 71 anys.